# Uroecobius
Uroecobius is een geslacht van spinnen uit de familie spiraalspinnen.

## Soorten
- Uroecobius ecribellatus Kullmann & Zimmermann, 1976